# Tocca prima a Teresa
Tocca prima a Teresa è un film del 1923 diretto da Toddi.